# Trần Thị Kim Hồng
Trần Thị Kim Hồng (sinh ngày 26 tháng 1 năm 1985 tại Thành phố Hồ Chí Minh) là một nữ cầu thủ bóng đá người Việt Nam. Cô hiện đang thi đấu cho đội TP.HCM và nhiều năm thi đấu cho đội tuyển bóng đá nữ quốc gia. Vị trí sở trường của cô là tiền vệ. Năm 2010 cô được trao giải Quả bóng vàng cho nữ cầu thủ xuất sắc nhất.

## Bàn thắng quốc tế
| #   | Ngày                 | Địa điểm                                                                | Đối thủ     | Bàn thắng | Kết quả | Giải đấu                                                    |
| --- | -------------------- | ----------------------------------------------------------------------- | ----------- | --------- | ------- | ----------------------------------------------------------- |
| 1.  | 5 tháng 12 năm 2007  | Sân vận động Thành phố Tumbon Mueangpug, Nakhon Ratchasima, Thái Lan    | Philippines | 7–0       | 10–0    | Đại hội Thể thao Đông Nam Á 2007                            |
| 2.  | 6 tháng 12 năm 2009  | Sân vận động Trung tâm của Trường Đại học Quốc gia Lào, Viêng Chăn, Lào | Malaysia    | 3–0       | 8–0     | Đại hội Thể thao Đông Nam Á 2009                            |
| 3.  | 13 tháng 12 năm 2009 | Sân vận động Chao Anouvong, Viêng Chăn, Lào                             | Lào         | 1–0       | 3–0     | Đại hội Thể thao Đông Nam Á 2009                            |
| 4.  | 13 tháng 12 năm 2009 | Sân vận động Chao Anouvong, Viêng Chăn, Lào                             | Lào         | 2–0       | 3–0     | Đại hội Thể thao Đông Nam Á 2009                            |
| 5.  | 20 tháng 3 năm 2011  | Sân vận động Quốc gia Cao Hùng, Cao Hùng, Đài Loan                      | Myanmar     | 2–0       | 2–0     | Vòng loại bóng đá nữ Thế vận hội Mùa hè 2012 khu vực châu Á |
| 6.  | 17 tháng 9 năm 2012  | Sân vận động Thống Nhất, Thành phố Hồ Chí Minh, Việt Nam                | Myanmar     | 1–0       | 2–1     | Giải vô địch bóng đá nữ Đông Nam Á 2012                     |
| 7.  | 22 tháng 5 năm 2013  | Sân vận động Quốc gia Bahrain, Riffa, Bahrain                           | Bahrain     | 2–0       | 8–0     | Vòng loại Cúp bóng đá nữ châu Á 2014                        |
| 8.  | 24 tháng 5 năm 2013  | Sân vận động Quốc gia Bahrain, Riffa, Bahrain                           | Kyrgyzstan  | 9–0       | 12–0    | Vòng loại Cúp bóng đá nữ châu Á 2014                        |
| 9.  | 26 tháng 5 năm 2013  | Sân vận động Quốc gia Bahrain, Riffa, Bahrain                           | Hồng Kông   | 4–0       | 4–0     | Vòng loại Cúp bóng đá nữ châu Á 2014                        |
| 10. | 22 tháng 9 năm 2013  | Sân vận động Thuwunna, Yangon, Myanmar                                  | Myanmar     | 2–0       | 3–1     | Giải vô địch bóng đá nữ Đông Nam Á 2013                     |
| 11. | 13 tháng 12 năm 2013 | Sân vận động Mandalarthiri, Mandalay, Myanmar                           | Philippines | 3–0       | 7–0     | Đại hội Thể thao Đông Nam Á 2013                            |

## Thành tích
Cùng đội TP.HCM:
- Vô địch Quốc gia: 2002, 2004, 2005, 2010, 2015, 2016

Cá nhân:
- Quả bóng vàng: 2010
- Quả bóng đồng: 2004, 2007, 2008
- Cầu thủ xuất sắc nhất Giải vô địch Quốc gia: 2010